# A Tight Squeeze (film 1918)
A Tight Squeeze è un cortometraggio muto del 1918 diretto da Jack White.

## Produzione
Il film fu prodotto dalla Fox Film Corporation (come Sunshine Comedies).

## Distribuzione
Distribuito dalla Fox Film Corporation, il film - un cortometraggio in due bobine - uscì nelle sale cinematografiche USA il 28 luglio 1918.